# San Francisco, Jopala
San Francisco är en ort i Mexiko.   Den ligger i kommunen Jopala och delstaten Puebla, i den sydöstra delen av landet, 160 km nordost om huvudstaden Mexico City. San Francisco ligger 382 meter över havet och antalet invånare är 408.
Terrängen runt San Francisco är huvudsakligen kuperad, men västerut är den bergig. San Francisco ligger nere i en dal. Runt San Francisco är det ganska tätbefolkat, med 60 invånare per kvadratkilometer. Närmaste större samhälle är Xicotepec de Juárez, 14,4 km väster om San Francisco. Omgivningarna runt San Francisco är en mosaik av jordbruksmark och naturlig växtlighet.